# We shall fight on the beaches
 Der er for få eller ingen kildehenvisninger i denne artikel, hvilket er et problem. Du kan hjælpe ved at angive troværdige kilder til de påstande, som fremføres i artiklen.

"We shall fight on the beaches" (direkte oversættelse: Vi skal kæmpe på strandene) var en tale afholdt af den britiske premierminister Winston Churchill til Underhuset af Det britiske parlament d. 4. juni 1940. Talen var den anden i en række af tre større taler der blev givet i perioden omkring Slaget om Frankrig. De to andre var "Blood, toil, tears and sweat" ("Blod, slid, tårer og sved", eller blot: "blod, sved og tårer) d. 13. maj 1940, samt "This was their finest hour" (Dette var deres største stund), der blev afholdt d. 18. juni 1940. Begivenhederne udviklede sig dramatisk i løbet af den fem uger lange periode, og selvom de stort set var ens i temaer, omhandlede hver tale en forskellig militær og diplomatisk kontekst.
I denne tale beskrev Churchill en stor militær katastrofe og advarede om et muligt invasionsforsøg fra Nazityskland uden at så tvivl om den endelige sejr. Han skulle også forberede sit hjemlige publikum på, at Frankrig ville træde ud af krigen, uden på nogen måde at give Frankrig lov til at gøre det, og ønskede at gentage en politik og et mål, uændret - på trods af de mellemliggende begivenheder - fra sin tale den 13. maj, hvor han havde erklæret målet om: "sejr, uanset hvor lang og hård vejen måtte være".

## Baggrund
Winston Churchill blev premierminister den 10. maj 1940, otte måneder efter starten på 2. verdenskrig i Europa. Han gjorde det som leder af en flerpartikoalitionsregering, der havde erstattet den tidligere regering (ledet af Neville Chamberlain) som følge af utilfredshed med krigens forløb, som blev demonstreret under debatten om Norge om den allierede tilbagetrækning fra Sydnorge.
Samtidig var den tyske Værnemagt offensiv i Benelux-landene og Frankrig begyndt den 10. maj med invasionen af Nederlandene, Belgien og Luxembourg. Churchill talte for første gang til Underhuset som premierminister den 13. maj for at annoncere dannelsen af den nye regering:
"Jeg vil sige til Underhuset, som jeg sagde til dem, der har tilsluttet sig denne regering: "Jeg har intet at tilbyde, undtagen blod, slid, tårer og sved."
I denne tale nævnte han intet om den militære situation i Frankrig og Benelux-landene.
Forventende at den tyske offensiv ville udvikle sig langs stort set samme linjer som i 1914, løb forsyningslinjerne for den britiske ekspeditionsstyrke (BEF) ikke gennem de "korte overfarter" i Kanalhavnene - Boulogne, Calais, Dunkirk osv. - men snarere gennem Dieppe og Le Havre. Den 13. maj havde Wehrmachts angreb gennem Ardennerne nået floden Meuse ved Sedan og krydset den, hvilket brød igennem det franske hærs forsvar. Den 20. maj havde Wehrmachts panserdivisioner nået kysten af den Engelske Kanal ved Abbeville, hvilket splittede BEF og den franske Første Hær fra de vigtigste franske styrker.
Wehrmacht rykkede derefter mod de afskårne allierede styrker, der bevægede sig langs kysten med kun små allierede styrker til at modstå dem. Efter Belgiens kapitulation den 28. maj opstod der også et hul på den østlige flanke af de allierede styrker, som var tvunget til at trække sig tilbage til en lille lomme omkring havnebyen Dunkirk. Fra denne lomme blev størstedelen af BEF og en betydelig del af de franske tropper evakueret i Operation Dynamo, men disse tropper havde efterladt stort set alt deres tunge udstyr (transport, tanke, artilleri og ammunition). Den franske Første Hær havde de fleste af sine enheder omringet omkring Lille. Dem af dens enheder, der blev evakueret fra Dunkirk, blev landsat igen i Frankrig, men så ingen yderligere handling; de blev stadig omorganiseret i Bretagne ved Frankrigs fald.
Churchill havde afgivet en kort erklæring til Underhuset den 28. maj om den belgiske kapitulation og konkluderede:
"Imens bør Underhuset forberede sig på hårde og tunge nyheder. Jeg har kun at tilføje, at intet, der måtte ske i denne kamp, på nogen måde kan fritage os fra vores pligt til at forsvare den verdenssag, som vi har svoret os til; eller det bør ødelægge vores tillid til vores evne til at klare os, som på tidligere tidspunkter i vores historie, gennem katastrofer og sorg til den endelige besejring af vores fjender."
Han havde lovet en yderligere erklæring om den militære situation den 4. juni, og faktisk er hoveddelen af talen en redegørelse for militære begivenheder - så langt de påvirkede BEF - siden den tyske gennembrud ved Sedan.
Det tyske gennembrud var ikke blevet udnyttet mod syd, og franskmændene havde improviseret en relativt tyndt besat defensiv linje langs Aisne og Somme. Den britiske militære vurdering var, at dette sandsynligvis ikke ville modstå et stort angreb fra Wehrmacht. I luften manglede franskmændene jagerfly, og manglen blev forværret på grund af deres mange tab i kampe. De franske militære kommandører havde derfor anmodet om, at yderligere britiske jagereskadroner blev sendt ind i kampen i Frankrig. Politisk var der betydelig tvivl om den franske vilje til at fortsætte krigen, selv i fravær af yderligere militære katastrofer. Churchill argumenterede derfor for at sende jagereskadronerne til Frankrig, fordi han mente, at det træk ville være afgørende for at opretholde den franske offentlige moral og også for ikke at give nogen undskyldning for sammenbruddet i den franske hær. Det kunne muligvis føre til en fransk regering, der ikke kun ville træde ud af krigen, men også blive fjendtlig over for Storbritannien. Det britiske krigskabinet drøftede dette spørgsmål på møder den 3. juni og om morgenen den 4. juni, men det besluttede at følge Royal Air Forces og luftfartsminister Sir Archibald Sinclairs råd om, at Storbritanniens prioritet måtte være at forberede sine egne forsvar. De tre skvadroner, der var til stede i Frankrig, ville blive holdt oppe på kampstyrke, men ingen yderligere skvadroner kunne undværes til Slaget om Frankrig.
Trods lettelse over at størstedelen af BEF var vendt tilbage til Storbritannien, rapporterede Mass-Observation civile morale i mange områder som nul, en observatør hævdede, at alle så selvmordstruede ud. Kun halvdelen af befolkningen forventede, at Storbritannien ville fortsætte krigen, og følelserne hos tusinder blev opsummeret som:
"Dette er ikke vores krig - dette er en krig for de højtstående mennesker, der bruger lange ord og har forskellige følelser."
Derfor, da Churchill talte om den fremtidige kurs og opførsel af krigen i denne tale, måtte han beskrive en stor militær katastrofe og advare om et muligt tysk invasionforsøg, uden at sætte spørgsmålstegn ved den endelige sejr. Han skulle forberede sit hjemlige publikum på Frankrigs afgang fra krigen uden på nogen måde at frigive Frankrig til at gøre det. I sin efterfølgende tale den 18. juni, umiddelbart efter at franskmændene havde bedt om fred, sagde Churchill:
"De militære begivenheder, der er sket i løbet af de sidste fjorten dage, er ikke kommet til mig med nogen følelse af overraskelse. Faktisk angav jeg for to uger siden så klart som muligt over for Underhuset, at de værste muligheder var åbne, og jeg gjorde det dengang klart, at hvad end der skete i Frankrig, ville det ikke gøre nogen forskel for viljen hos Storbritannien og det britiske imperium til at fortsætte kampen, om nødvendigt i årevis, om nødvendigt alene."
Endelig måtte han gentage en politik og et mål uændret - på trods af de mellemliggende begivenheder - fra hans tale den 13. maj, hvor han havde sagt:
"Vi står over for en prøvelse af den mest sørgelige art. Vi har foran os mange, mange lange måneder med kamp og lidelse. Du spørger, hvad er vores politik? Jeg vil sige: Det er at føre krig, til lands, til vands og i luften, med al vores styrke og med al den styrke, som Gud kan give os; at føre krig mod en monstrøs tyranni aldrig overgået i den mørke, beklagelige katalog over menneskelige forbrydelser. Det er vores politik. Du spørger, hvad er vores mål? Jeg kan svare med et ord: Det er sejr, sejr for enhver pris, sejr på trods af al terror, sejr, uanset hvor lang og hård vejen måtte være."

## Mulig inspiration
S.L.A. Marshall bemærkede, at talen måske delvist var inspireret af General Ferdinand Foch på Doullens-konferencen, som angiveligt spurgte Douglas Haig:
"Du kæmper ikke? Jeg ville kæmpe uden ophør. Jeg ville kæmpe foran Amiens. Jeg ville kæmpe i Amiens. Jeg ville kæmpe bag Amiens. Jeg ville kæmpe hele tiden. Jeg ville aldrig overgive mig."
En anden kilde til inspiration kunne have været Georges Clemenceau, som i juni 1918 udtalte at:
"Ja, tyskerne kan tage Paris, det vil ikke forhindre os i at føre krig. Vi vil kæmpe ved Loire, så ved Garonne om nødvendigt, og selv i Pyrenæerne. Hvis vi til sidst bliver drevet ud af Pyrenæerne, vil vi fortsætte krigen til søs og i Afrika, men hvad angår at indgå fred, aldrig! De kan ikke regne med mig til det."